# 米羅夫卡河
49°46′56″N 16°57′41″E / 49.7822°N 16.9613°E

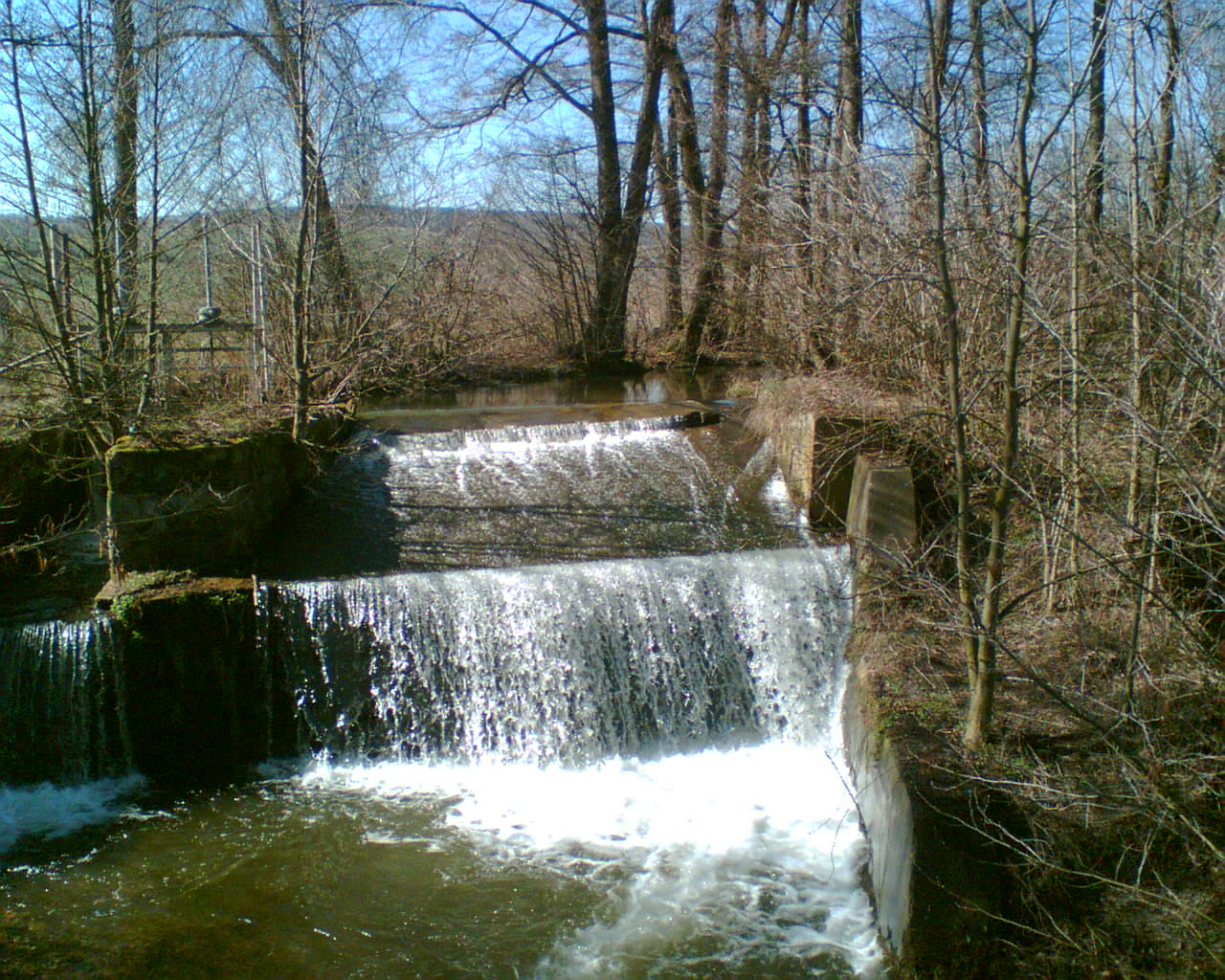

米羅夫卡河是捷克的河流，位於該國東部奧洛穆茨州，處於順佩爾克縣，屬於摩拉瓦河的右支流，河道全長20公里，流域面積50平方公里。